# Уильям, Роберт
Роберт Уильям (1911 — 1940) — французский лётчик-ас во Второй мировой войне.

## Биография
Родился в Сен-Мартен-Булони 24 февраля 1911 года и был принят в Военную школу Сен-Сира в 1930 году. После окончания учёбы, два года спустя, он перешёл в ВВС Франции. Уильям получил лицензию пилота в 1933 году и был назначен в 1-ю эскадрилью, GC I/2 (1-е звено, истребительная группа I/2) в 1935 году. Он окончил курсы инструкторов по парашютному спорту в 1934 году и был произведен в капитаны в сентябре 1938 года. Его подразделение было оснащено истребителями Morane-Saulnier MS.406 в мае 1939 года.

### Вторая мировая война
Во время Странной войны он утверждал, что немецкий бомбардировщик Dornier Do 17, вероятно, был уничтожен 7 марта 1940 года. После того, как немцы вторглись во Францию 10 мая, положив конец Странной войне, 5 июня он сбил пару бомбардировщиков Junkers Ju 88. Три дня спустя он сбил три истребителя Messerschmitt Bf 109, которые сопровождали группу бомбардировщиков. Позже в тот же день он сбил три пикирующих бомбардировщика Junkers Ju 87.
После Компьенского перемирия 22 июня GC I/2 был расформирован, а Уильям был переведен в GC III/6, который летал на истребителях Bloch MB.152 для режима Виши. Там он стал командиром 6-й эскадрильи и погиб в авиакатастрофе во время тренировки близ Салона-де-Прованс 31 октября.